# Comilla (zila)
Comilla (Bengaals: কুমিল্লা জেলা) is een district (zila) in de divisie Chittagong in oost Bangladesh. De hoofdstad van het district is Comilla.
In het oosten grenst Comilla aan de Indiase staat Tripura. 
De districten Brahmanbaria en Chanpur hoorden tot 1984 nog bij het district.